# Ramusella chulumaniensis
Ramusella chulumaniensis är en kvalsterart som först beskrevs av Hammer 1958.  Ramusella chulumaniensis ingår i släktet Ramusella och familjen Oppiidae. Inga underarter finns listade i Catalogue of Life.